# Anthony Landázuri
Anthony Rigoberto Landázuri Estacio (Esmeraldas, 19 aprile 1997) è un calciatore ecuadoriano, difensore del Tenerife.

## Palmarès

### Club

#### Competizioni internazionali
- Coppa Sudamericana: 1

Independiente del Valle: 2019
- Recopa Sudamericana: 1

Independiente del Valle: 2023

#### Competizioni statali
- Campionato Cearense: 1

Fortaleza: 2022